# Los ciegos y el elefante

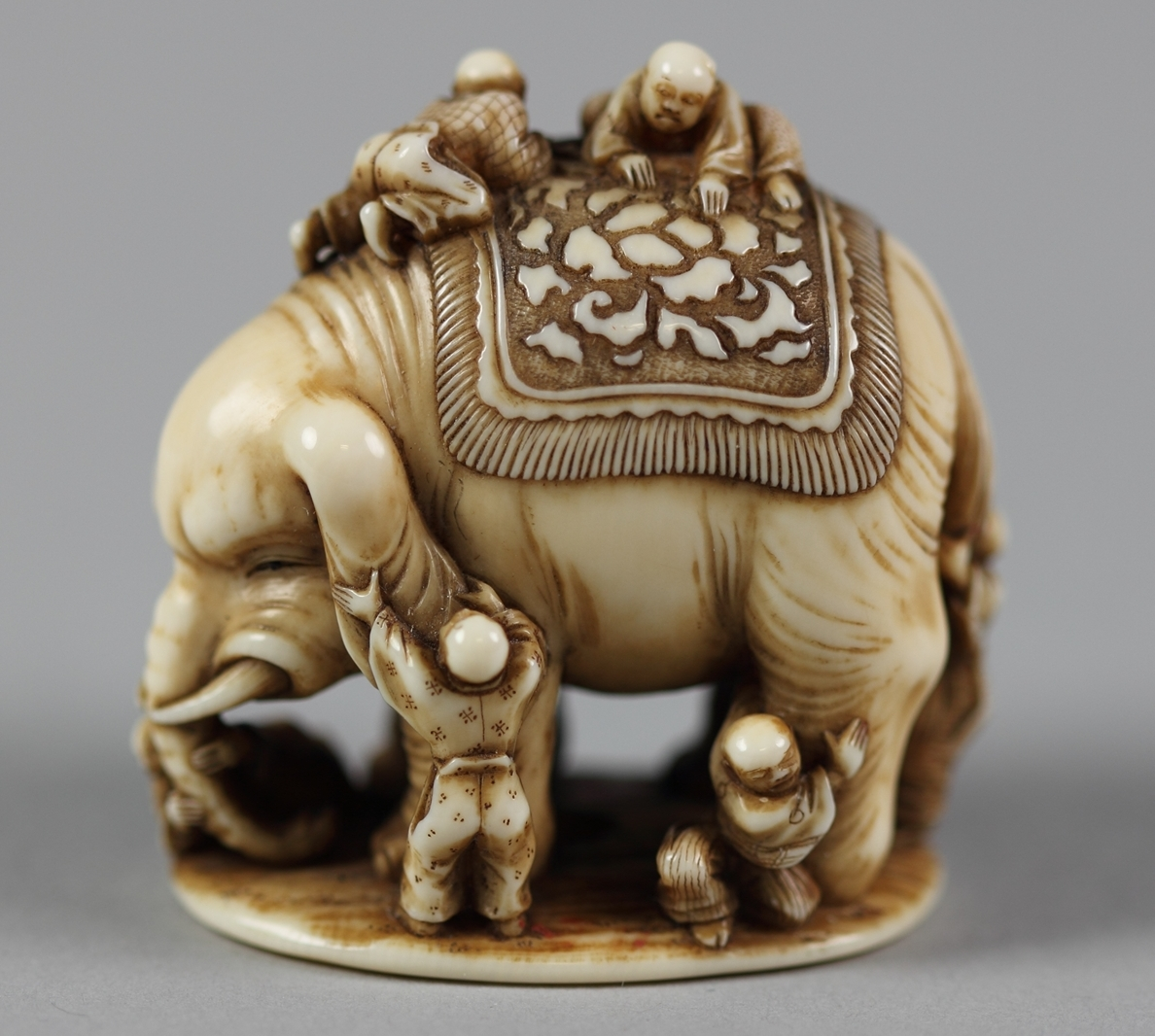
Netsuke japonés en mármol del con la representación de los ciegos y el elefante.

Los ciegos y el elefante es una parábola originaria de la India, desde donde alcanzó una difusión notable. Se ha utilizado para ilustrar la incapacidad de los seres humanos para conocer la totalidad de la realidad. En distintos momentos se ha usado para expresar la relatividad, la opacidad o la naturaleza inexpresable de la verdad, el comportamiento de los expertos en campos donde hay un déficit o falta de acceso a la información, la necesidad de comunicación, la falta de objetividad y la necesidad de respeto por las perspectivas diferentes a las propias.
Ha penetrado diversas tradiciones religiosas y es parte del acervo jainista, budista, sufí e hindú. El relato es muy conocido en Europa y América. En el siglo XIX el poeta John Godfrey Saxe creó su propia versión con forma de poema. Desde entonces, el relato se ha publicado en numerosos libros para adultos y niños y ha sido objeto de numerosas interpretaciones.

## La parábola

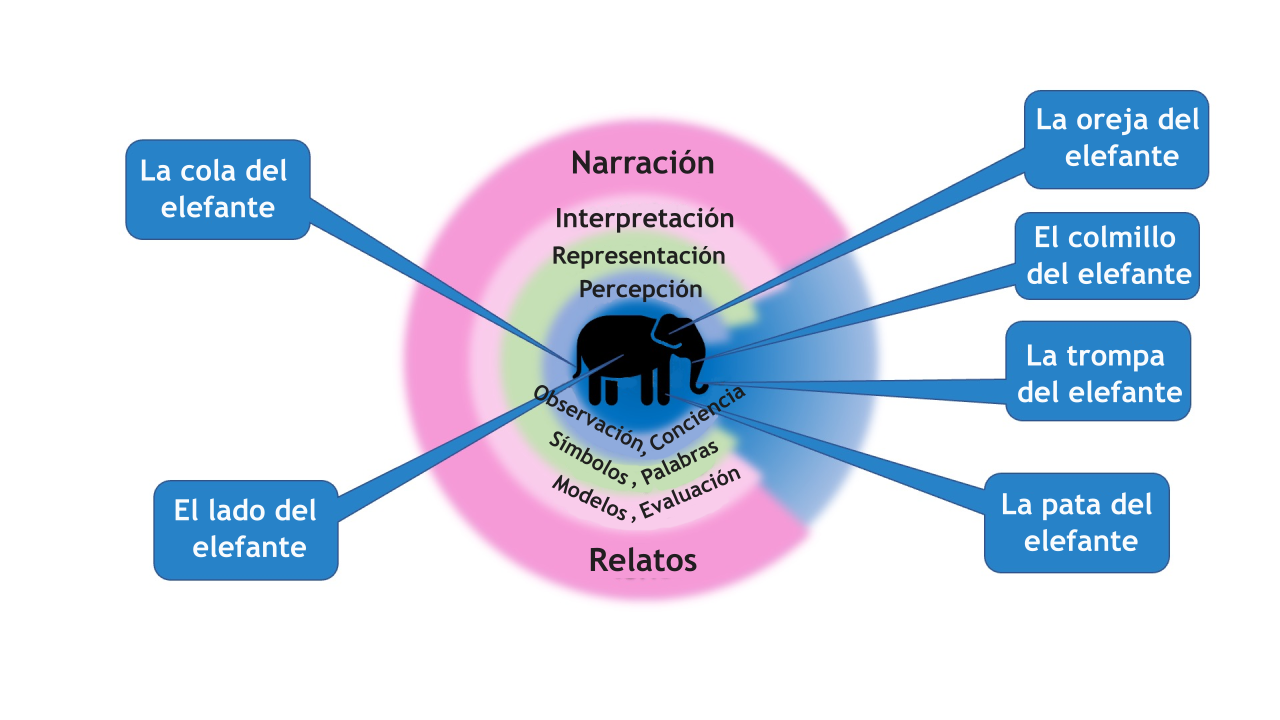
La parábola "Los ciegos y el elefante", originaria de la India, ilustra cómo los seres humanos no pueden percibir la realidad completa. A lo largo del tiempo, se ha usado para mostrar la relatividad de la verdad, la falta de objetividad y la importancia de la comunicación y el respeto por diferentes perspectivas, especialmente en contextos de conocimiento limitado.

Las primeras versiones de la parábola de los ciegos y el elefante se encuentran en textos budistas, hindúes y jainistas, ya que discuten los límites de la percepción y la importancia del contexto completo. La parábola tiene varias variaciones indias, pero en líneas generales es la siguiente:

Un grupo de ciegos escuchó que un extraño animal, llamado elefante, había sido traído al pueblo, pero ninguno de ellos era consciente de su figura y forma. Por curiosidad, dijeron: "Hay que inspeccionarlo y conocerlo al tacto, de lo que somos capaces". Entonces, lo buscaron, y cuando lo encontraron, lo buscaron a tientas. La primera persona, cuya mano se posó en la trompa, dijo: "Este ser es como una serpiente gruesa". Para otro cuya mano llegaba a su oreja, dijo que parecía una especie de abanico. En cuanto a otra persona, cuya mano estaba sobre su pata, dijo, el elefante es un pilar como el tronco de un árbol. El ciego que puso su mano en su costado dijo que el elefante "es una pared". Otro que sintió su cola, lo describió como una cuerda. El último sintió su colmillo, indicando que el elefante es lo que es duro, liso y como una lanza.

En algunas versiones, los ciegos descubren sus desacuerdos, sospechan que los demás no están diciendo la verdad y llegan a las manos. Las historias también difieren principalmente en cómo se describen las partes del cuerpo del elefante, qué tan violento se vuelve el conflicto y cómo (o si) se resuelve el conflicto entre las personas y sus perspectivas. En algunas versiones, dejan de hablar, comienzan a escuchar y colaboran para "ver" el elefante completo. En otro, un hombre vidente entra en la parábola y describe al elefante entero desde varias perspectivas, los ciegos luego se enteran de que todos estaban parcialmente en lo correcto y parcialmente equivocados. Si bien la experiencia subjetiva de uno es verdadera, puede que no sea la totalidad de la verdad.
La parábola se ha utilizado para ilustrar una serie de verdades y falacias. En términos generales, la parábola implica que la experiencia subjetiva de uno puede ser verdadera, pero que tal experiencia está inherentemente limitada por su incapacidad para dar cuenta de otras verdades o una totalidad de la verdad. En varias ocasiones, la parábola ha proporcionado una idea del relativismo, la opacidad o la naturaleza inexpresable de la verdad, el comportamiento de los expertos en los campos de las teorías contradictorias, la necesidad de una comprensión más profunda y el respeto por las diferentes perspectivas sobre el mismo objeto de observación.

## Jainismo
Una versión jainista de la historia dice que se le pidió a seis ciegos que determinaran como era un elefante palpando diferentes partes del cuerpo del animal. El hombre que tocó la pata dijo que el elefante era como un pilar; el que tocó su cola dijo que el elefante era una cuerda; el que tocó su trompa dijo que era como la rama de un árbol; el que tocó la oreja dijo que era como un abanico; el que tocó su panza dijo que era como una pared; y el que tocó el colmillo dijo que el elefante era como un tubo sólido.
Un rey les explicó:
"Todos ustedes están en lo cierto. La razón por la que cada uno de ustedes esté diciendo diferentes cosas es que cada uno de ustedes tocó una parte diferente del elefante. Por lo tanto el elefante tiene todas las características que mencionaron."
Esto resuelve el conflicto, y es usado para ilustrar el principio de vivir en armonía con personas que tienen un sistema de creencias diferente, y que la verdad puede ser dicha de diferentes maneras (en las creencias jainistas se dice que hay siete versiones). Esto es conocido como el Syadvada, Anekantavada, o la teoría de las múltiples predicciones.

## Budismo

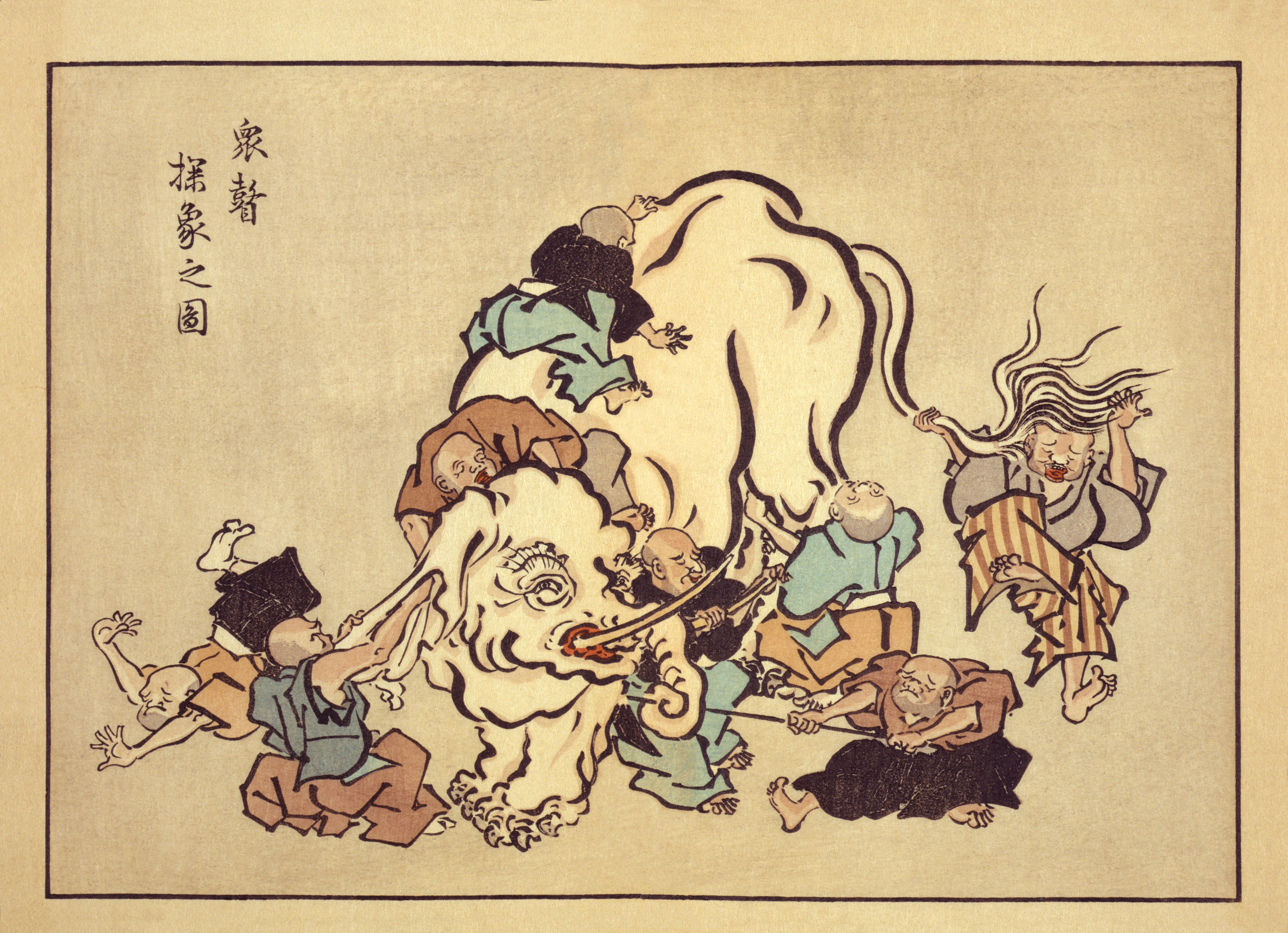
"Monjes ciegos examinan un elefante", impresión ukiyo-e por Hanabusa Itchō (1652 – 1724).

Dos veces usó Buda Gautama la parábola de los ciegos confundidos. En el Canki Sutta describe una fila de ciegos que están tomados uno del otro como un ejemplo de aquellos que siguen un texto antiguo que ha pasado de generación en generación, tal como el caso de los Evangelios cristianos (Mateo 15.14) haciendo referencia a que los ciegos guían a los ciegos. En el Udana (68–69) utiliza la parábola del elefante para describir las luchas sectarias. Un rey reúne a varios ciegos de su capital en su palacio, los pone en presencia de un elefante y les pide que lo describan.
"Luego que cada uno de los ciegos hubo palpado una sección del elefante, el rey se dirigió a cada uno de ellos y le preguntó: 'Dime, has visto al elefante? Cuéntame, que tipo de cosa es un elefante?"
Los hombres le expresan que el elefante es como una vasija (el ciego que examina la cabeza del elefante), una cesta de trillar (oreja), una reja de arado (colmillo), un arado (trompa), un granero (cuerpo), una columna (pata), un muro de argamasa (lomo), una herramienta de albañil (cola) o un cepillo (punta de la cola).
"
Los hombres no se pueden poner de acuerdo entre ellos y comienzan a discutir sobre la pregunta "a que se parece ?", y el rey se divierte sobremanera con su pelea. El Buda finaliza la historia de los ciegos comparándolos con predicadores y estudiosos que son ciegos e ignorantes y tienen sus propios puntos de vista: "Muy similares son estos predicadores y estudiosos que sostienen sus diversos puntos de vista mientras se encuentran ciegos y no perciben lo que les rodea.... En su ignorancia ellos son peleadores y discutidores por naturaleza, cada uno de ellos sosteniendo una idea distinta de la realidad." Luego Buda recita el siguiente verso:
O como se aferran y discuten, algunos que sostienen

Ser honorables predicadores y monjes!

Para discutir, cada uno se aferra a su punto de vista.

Este tipo de hombres solo ven un lado de las cosas.

## Musulmán sufí
El poeta persa sufí Sanai de Gazni (ciudad) (en Afganistán) presenta esta historia de enseñanza en su El jardín cercado de la Verdad.
Rumi, el poeta persa del siglo XIII, y maestro de sufismo, incluyó en su Masnavi. En su relato, "El elefante en la oscuridad", algunos hindúes trajeron un elefante para exhibirlo en un cuarto oscuro. Un grupo de personas tocaba y sentía el elefante en la oscuridad y dependiendo de donde lo tocaban, creían que el elefante era un caño de agua (trompa), un abanico (oreja), un pilar (pata), y un trono (la parte posterior). Rumi usa esta historia como un ejemplo de las percepciones del individuo:
El ojo sensual es justo como la palma de la mano. La palma no tiene el medio para cubrir la totalidad de la bestia.
Rumi no presenta una resolución al conflicto en su versión, pero dice:
El ojo de Mar es una cosa y la espuma otra. Deja que la espuma vaya, y contempla con el ojo del Mar. Día y noche manchas de espuma son arrojadas del mar: oh maravilloso! Tu observas la espuma pero no el mar. Somos como botes flotando juntos; tus ojos son oscuros, todavía estamos en agua clara.
Rumi termina su poema diciendo "si cada uno tuviera una vela y fueran juntos las diferencias desaparecerian."

## Hindú
Ramakrishna Paramahamsa usó la parábola para desalentar el dogmatismo:

"Un grupo de ciegos se acercaron a un elefante. Alguien les dijo que este era un elefante. Un ciego preguntó ¿como es el elefante? y ellos comenzaron a tocar su cuerpo. Uno dijo: ´Es como un pilar.´ Este ciego solo había tocado su pierna. Otro hombre dijo ´Es como una cesta descascarillada.´ Esta persona había tocado sus orejas. De manera análoga, los que tocaron su trompa o su panza decían diferentes cosas. Del mismo modo, el que ha visto a Dios de un modo particular limita a Dios a ese modo de ver y piensa que no hay otro modo de ver a Dios."

## Cristianismo
Dieter F. Uchdorf usó un poema para ilustrar la verdad en su discurso "¿Qué es la verdad?" y cita:
Seis eran los hombres de Indostán,
tan dispuestos a aprender,
que al elefante fueron a ver
(aunque todos ellos eran ciegos),
pensando que mediante la observación

su mente podrían satisfacer
El poema concluye así:
Y así estos hombres de Indostán
discutieron largo y tendido,
Cada uno aferrado a su propia opinión
firme y excesivamente inflexible,
Aunque cada uno de ellos en parte tenía razón,

pero también todos estaban equivocados
Dieter F. Uchdorf concluye: 
El hecho de que alguien forme su criterio basándose en un aspecto de la verdad y la aplique a un todo parece ser absurdo o incluso increíble. Por otro lado, ¿podemos reconocernos a nosotros mismos en esos seis ciegos? ¿Hemos sido alguna vez culpables de esa misma manera de pensar? [...] El apóstol Pablo dijo que en este mundo la luz es tenue y vemos sólo una parte de la verdad, como si estuviéramos viendo “por espejo, oscuramente”. Y, sin embargo, parece ser parte de nuestra naturaleza humana hacer suposiciones acerca de la gente, la política y la religiosidad, basándonos en nuestra experiencia incompleta y con frecuencia errónea.

## John Godfrey Saxe
Una de las versiones más famosas del siglo XIX fue el poema "El ciego y el elefante" por John Godfrey Saxe (1816–1887).
El poema comienza:
Había seis hombres de Indostan

Muy propensos a aprender,

Quienes fueron a ver el elefante

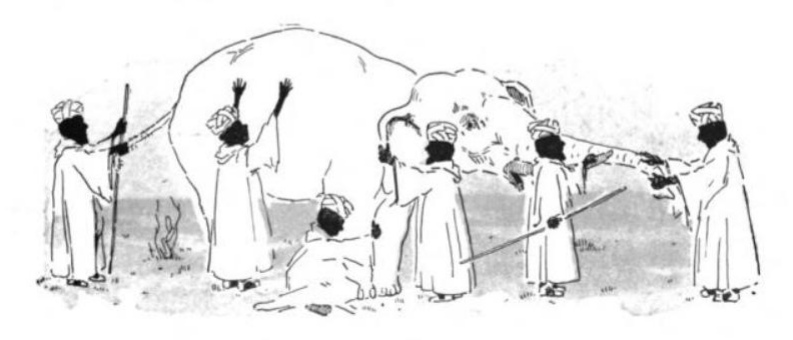
Entonces estos hombres de Hindustan
Disputaron en voz alta y por largo tiempo,
Que en su propia opinión
Excesivamente fríos y firmes,
Si bien cada uno estaba en parte en lo cierto
Y todos estaban equivocados.

(A pesar de que todos ellos eran ciegos),

Para que cada uno de ellos por observación

Pudieran saciar sus intelectos
Ellos concluyen que el elefante es como una pared, una víbora, una lanza, un árbol, un abanico o una soga dependiendo de la parte que tocaron. Los hombres debaten acaloradamente, pero sin llegar a la violencia. En la versión de Saxe el conflicto nunca se resuelve.

Moral:
A menudo en las guerras teológicas,

Los disputantes, pienso,

Encarrilados en la total ignorancia

De lo que los otros decían,

Y hablaban sobre el elefante

Que ninguno de ellos había visto!

## Uso moderno
La historia es vista como una metáfora en muchas disciplinas puesta al servicio como una analogía en campos fuera de lo tradicional. En física, se ha visto como analogía de dualidad onda partícula. En Biología, la forma en la que los ciegos tantean al elefante es vista como una buena analogía de la Respuesta celular Policlonal B.
La fábula es una de numerosos relatos que arrojan luz en los que leen o escuchan la historia. Idries Shah ha comentado en este elemento de autorreferencia en muchas interpretaciones de la historia, y su función como una historia con enseñanza:
...las personas que se dirijan a este relato con una o más [...] interpretaciones. Luego la aceptan o rechazan. Ahora se pueden sentir felices; llegando a una opinión acerca del asunto. De acuerdo a su condicionamiento ellos obtienen la respuesta. Ahora mira sus respuestas. Algunos dirán que esta es una fascinante y conmovedora alegoría de la presencia de dios.
Otros dirán que demuestra que estúpida puede ser la humanidad. Algunos dicen que es anti-escolástico. Otros que es solo un relato copiado por Rumi de Sanai - etcétera.
Shah adaptó el relato en su libro La exploración de la dermis (The Dermis Probe). Shah junto a Richard Williams escribieron el guion del corto de cuatro minutos con título homónimo que se publicó en 1965. Esta versión comienza con una conferencia de científicos, de diferentes campos de investigación, presentando sus conflictivas conclusiones sobre el material en el que se centra el foco de la cámara. A medida que la cámara se aleja gradualmente queda claro que el material examinado es la piel de un elefante africano. Entonces las palabras 'Las partes son más grandes que el todo' aparecen en la pantalla. El film fue galardonado como film sobresaliente del año y fue exhibido en los festivales de Londres y Nueva York.
La historia tiene un continuo atractivo, y ha sido utilizada en un gran número de libros de fábulas para niños; existe uno por Paul Galdone y otro, Seven Blind Mice, por Ed Young (1992).
Las enseñanzas de la parábola de los sabios ciegos y el elefante puede aplicarse a muy distintos órdenes del conocimiento y las relaciones humanas. Por ejemplo, en Medicina, donde resulta muy necesario comprender la totalidad y, a la vez, la complejidad biológica de los fenómenos fisiológicos y la enfermedad de los humanos.

## Usos del cuento para la mejora de la comunicación interpersonal
Como se menciona más arriba, este cuento insiste en las limitaciones inherentes a la percepción humana de la realidad. El cuento invita por lo tanto a la reflexión sobre estas limitaciones, y puede ser usado para inducir a revisar los modos de comunicación dentro de un equipo o entre áreas de una organización. Esto permite refinar las formas usadas de comunicación ("¿qué pasa si los ciegos tratan de imponer sus puntos de vista unos a otros?") y a definir métodos de comunicación aceptables dentro del marco del equipo u organización ("¿De qué maneras consideramos aceptable comunicarnos?", "¿cuáles son las actitudes y formas de comunicación que van a permitir a todos los involucrados ampliar su comprensión de la realidad/abarcar más elementos del elefante?").
El uso de este cuento, y el reconocimiento de la limitación de la percepción de la realidad permite por lo tanto poner en marcha procesos de refinamiento de la comunicación interpersonal, y da pie a la generación de consensos respecto a los modos o normas de comunicación que se ven como aceptables dentro de un grupo humano.